# Civilbefälhavare
Civilbefälhavare (CB) var en civil totalförsvarsmyndighet på högre regional nivå i Sverige. Inom varje civilområde, som i stort överensstämde med militärområdena, utnämndes en av landshövdingarna till civilbefälhavare. Civilbefälhavarinrättningen tillkom 1951 (i Övre Norrland dock först 1965) och upphörde den 31 december 2000.

## Civilbefälhavarens uppgifter
- Civilt försvar och räddningstjänst
- Hälso- och sjukvård
- Psykologiskt försvar
- Ordning och säkerhet (se Polisen)
- Transporter och vägar
- Försörjning

## Idag
Sedan 1 oktober 2022 finns det sex civilområden i Sverige. Varje område leds av en av länsstyrelserna inom området.